# Primera División Uruguaya 1986
Il campionato era formato da tredici squadre e il Peñarol vinse il titolo.

## Classifica finale
| Pos. | Squadra                   | G  | V  | N  | P  | GF | GS | Punti |
| ---- | ------------------------- | -- | -- | -- | -- | -- | -- | ----- |
| 1    | Nacional Montevideo       | 24 | 13 | 9  | 2  | 33 | 15 | 35    |
| 2    | Peñarol                   | 24 | 13 | 8  | 3  | 33 | 17 | 34    |
| 3    | Central Espanol           | 24 | 10 | 8  | 6  | 26 | 22 | 28    |
| 4    | Montevideo Wanderers      | 24 | 7  | 12 | 5  | 32 | 22 | 26    |
| 5    | Club Atlético Bella Vista | 24 | 9  | 6  | 9  | 25 | 22 | 24    |
| 6    | Progreso                  | 24 | 9  | 6  | 9  | 25 | 25 | 24    |
| 7    | Huracán Buceo             | 24 | 8  | 8  | 8  | 24 | 26 | 24    |
| 8    | Defensor Sporting         | 24 | 7  | 8  | 9  | 28 | 31 | 22    |
| 9    | Danubio                   | 24 | 7  | 8  | 9  | 26 | 30 | 22    |
| 10   | Cerro                     | 24 | 6  | 8  | 10 | 22 | 28 | 20    |
| 11   | Rampla Juniors            | 24 | 6  | 7  | 11 | 20 | 30 | 19    |
| 12   | Fenix                     | 24 | 2  | 14 | 8  | 19 | 29 | 18    |
| 13   | River Plate Montevideo    | 24 | 4  | 8  | 12 | 21 | 39 | 16    |

G = Partite giocate; V = Vittorie; N = Nulle/Pareggi; P = Perse; GF = Goal fatti; GS = Goal subiti; 

## Finale
| Montevideo 6 gennaio 1987                                                                | Peñarol              | 0 – 0 referto | Nacional | Centenario |
| \| \| \| \| \| Aguirre Herrera Da Silva Matosas \| Tiri di rigore 4 – 3 \| ? Carrasco \| |                      |               |          |            |
|                                                                                          |                      |               |          |            |
| Aguirre Herrera Da Silva Matosas                                                         | Tiri di rigore 4 – 3 | ? Carrasco    |          |            |

## Classifica marcatori
| Gol |  |  | Giocatore           | Squadra  |
| --- |  |  | ------------------- | -------- |
| 11  |  |  | Juan Ramón Carrasco | Nacional |
| 11  |  |  | Gerardo Miranda     | Defensor |